# Riserva Cousteau
La riserva Cousteau (in francese: Réserve Cousteau)  è un'area marina protetta di circa 400 ettari compresa tra le isole Pigeon e le cittadine di Mahaut (frazione del comune Pointe-Noire) e Pigeon (frazione del comune Bouillante), nella costa ovest della Basse-Terre in Guadalupa.

## Descrizione
È grazie a Jacques Cousteau che la Riserva fu battezzata con l'omonimo nome e divenne famosa in tutto il mondo, quando nel 1955, girò alcune scene del suo documentario Il mondo del silenzio nei fondali delle Isole Pigeon vincendo il primo premio al Festival di Cannes. Fu molto affascinato dalla ricca biodiversità del sito tanto da suggerire alle autorità locali di impostare misure di protezione dell'area.
I fondali della riserva, in particolare quelli delle isole Pigeon vantano la presenza di numerose specie di coralli, gorgonie, spugne, vari pesci tropicali, cetacei, aragoste e tartarughe marine.